# 村委员会
村委员会（俄语：сельсовет），又称为村苏维埃，为苏联在农村地区建立的基层行政区划。苏联解体后，乌克兰、白俄罗斯以及俄罗斯部分地区仍设有村委员会，属于第三级行政区划。村委员会通常下辖有若干更小的农村居民点。在俄罗斯联邦宪法于1993年生效前，村委员会在俄罗斯全境有着统一的定义。但在1993年之后，俄罗斯联邦主体的行政区划类型不再由联邦政府统一设置，而改为各联邦主体独自划分。故目前仅有部分联邦主体仍设有村委员会。